# Andavamamba
Andavamamba sont quatre quartiers de l'arrondissement de Mahamasina à Antananarivo, capitale de Madagascar.

## Description
Andavamamba est constitué des quartiers : Andavamamba-Anatihazo, Andavamamba-Anjezika I et Andavamamba-Anjezika II.
Andavamamba abrite, entre-autres, le siège de l'Alliance Française de Tananarive, un centre comprenant une salle de spectacle, des salles de cours, des salles de musique, ainsi qu'une bibliothèque.
Andavamamba abrite aussi l'Université privée de Madagascar (UPRIM), l'université privée Esum Academy et l'église luthérienne FLM Anosibe Fampiraisana.